# Vällnoren
Vällnoren är en sjö i Uppsala kommun i Uppland och ingår i Skeboåns huvudavrinningsområde. Sjön är 1,6 meter djup, har en yta på 0,142 kvadratkilometer och befinner sig 13,3 meter över havet. Sjön avvattnas av vattendraget Skeboån (Framån). Vid provfiske har bland annat abborre, björkna, braxen och gers fångats i sjön.

## Delavrinningsområde
Vällnoren ingår i det delavrinningsområde (665310-164190) som SMHI kallar för Inloppet i Vällen. Medelhöjden är 25 meter över havet och ytan är 13,16 kvadratkilometer. Det finns ett avrinningsområde uppströms, och räknas det in blir den ackumulerade arean 37,28 kvadratkilometer. Avrinningsområdets utflöde Skeboån (Framån) mynnar i havet. Avrinningsområdet består mestadels av skog (93 procent). Avrinningsområdet har 0,14 kvadratkilometer vattenytor vilket ger det en sjöprocent på 1,1 procent.

## Fisk
Vid provfiske har följande fisk fångats i sjön:
- Abborre
- Björkna
- Braxen
- Gärs
- Mört
- Sarv
- Sutare